# Ivan Lomaev
Ivan Dimitrievič Lomaev (in russo Иван Дмитриевич Ломаев?; Gur'evsk, 21 gennaio 1999) è un calciatore russo, portiere del Kryl'ja Sovetov Samara.

## Carriera

### Club
Cresciuto nel settore giovanile del Čertanovo, debutta in prima squadra il 30 maggio 2016 in occasione dell'incontro di terza divisione pareggiato 1-1 contro il Lokomotiv Liski; nel 2020 viene acquistato dal Kryl'ja Sovetov Samara.

### Nazionale
Ha giocato nelle nazionali giovanili russe Under-17, Under-18, Under-19 ed Under-21.

## Statistiche

### Presenze e reti nei club
Statistiche aggiornate al 31 luglio 2021.
| Stagione        | Squadra                | Campionato      | Campionato | Campionato | Coppe nazionali | Coppe nazionali | Coppe nazionali | Coppe continentali | Coppe continentali | Coppe continentali | Altre coppe | Altre coppe | Altre coppe | Totale | Totale |
| Stagione        | Squadra                | Comp            | Pres       | Reti       | Comp            | Pres            | Reti            | Comp               | Pres               | Reti               | Comp        | Pres        | Reti        | Pres   | Reti   |
| --------------- | ---------------------- | --------------- | ---------- | ---------- | --------------- | --------------- | --------------- | ------------------ | ------------------ | ------------------ | ----------- | ----------- | ----------- | ------ | ------ |
| 2015-2016       | Čertanovo              | 2D              | 1          | 0          | CR              | 0               | 0               |                    | -                  | -                  |             | -           | -           | 1      | 0      |
| 2016-2017       | Čertanovo              | 2D              | 15         | 0          | CR              | 0               | 0               |                    | -                  | -                  |             | -           | -           | 15     | 0      |
| 2017-2018       | Čertanovo              | 2D              | 20         | 0          | CR              | 1               | 0               |                    | -                  | -                  |             | -           | -           | 21     | 0      |
| 2018-2019       | Čertanovo              | 1D              | 28         | 0          | CR              | 1               | 0               |                    | -                  | -                  |             | -           | -           | 29     | 0      |
| 2019-2020       | Čertanovo              | 1D              | 8          | 0          | CR              | 1               | 0               |                    | -                  | -                  |             | -           | -           | 9      | 0      |
| 2020-2021       | Kryl'ja Sovetov Samara | 1D              | 16         | 0          | CR              | 4               | 0               |                    | -                  | -                  |             | -           | -           | 20     | 0      |
| 2021-2022       | Kryl'ja Sovetov Samara | PL              | 4          | 0          | CR              | 0               | 0               |                    | -                  | -                  |             | -           | -           | 4      | 0      |
| Totale carriera | Totale carriera        | Totale carriera | 87         | 4          |                 | 4               | 0               |                    | -                  | -                  |             | -           | -           | 91     | 4      |